# Distretto di Bila Cerkva
Il distretto di Bila Cerkva (in ucraino Білоцерківський район?) è un distretto nell'oblast' di Kiev in Ucraina. Il suo centro amministrativo è la città di Bila Cerkva. Ha una popolazione di 431 172 abitanti.
Il 18 luglio 2020, come parte della riforma amministrativa dell'Ucraina, il numero di distretti dell'oblast di Kiev è stato ridotto a sette e l'area del distretto di Bila Cerkva è stata notevolmente ampliata.

## Suddivisioni
Il distretto di Bila Cerkva è suddiviso nelle seguenti comunità territoriali (hromada):
- Bila Cerkva
- Fursy
- Hrebinky
- Kovalivka
- Mala Vil'šanka
- Medvyn
- Rokytne
- Skvyra
- Stavyšče
- Tarašča
- Tetiiv
- Uzyn
- Volodarka